# Kruchaweczka pomarańczowa

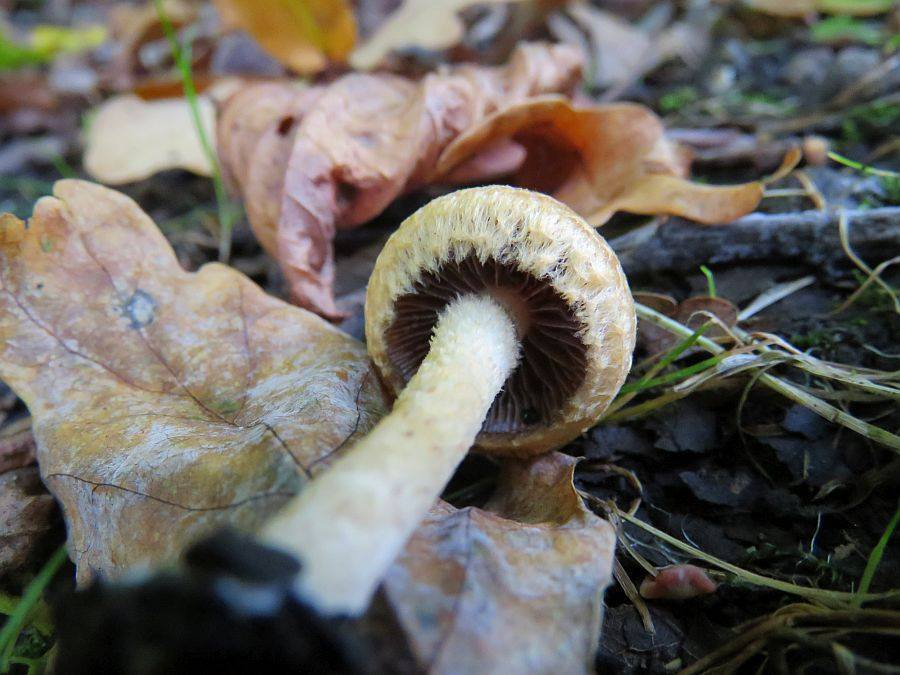

Kruchaweczka pomarańczowa (Lacrymaria pyrotricha (Holmsk.) Konrad & Maubl.) – gatunek grzybów należący do rodziny kruchaweczkowatych (Psathyrellaceae).

## Systematyka i nazewnictwo
Pozycja w klasyfikacji według Index Fungorum: Lacrymaria, Psathyrellaceae, Agaricales, Agaricomycetidae, Agaricomycetes, Agaricomycotina, Basidiomycota, Fungi.
Po raz pierwszy takson ten opisał w 1790 r. Theodor Holmskiold, nadając mu nazwę Agaricus pyrotrichus. Obecną, uznaną przez Index Fungorum nazwę nadali mu w 1925 r. Paul Konrad i André Maublanc, przenosząc go do rodzaju Lacrymaria.
Ma 10 synonimów. Niektóre z nich:
- Drosophila pyrothricha (Holmsk.) Kühner & Romagn. 1953
- Psathyrella pyrotricha (Holmsk.) M.M. Moser 1967[2].

W 2003 r. Władysław Wojewoda zarekomendował polską nazwę kruchaweczka pomarańczowa dla naukowej nazwy Psathyrella pyrotricha. Nazwa ta jest niespójna z aktualną nazwą naukową.

## Morfologia
Kapelusz
Średnica 3–8(10) cm, pomarańczowobrązowy, czerwono-brązowy, jaskrawo żółto-pomarańczowy, żywo ognisty, o powierzchni filcowato-łuskowatej. Brzeg z wełnistymi pozostałościami osłony.
Blaszki
Początkowo brązowawe z drobnymi kropelkami, później fioletowobrązowe, ciemnobrązowe do czarnych lub szkarłatnoczarnych, z międzyblaszkami, łatwe do usunięcia. Ostrza jaśniejsze pokryte kropelkami.
Trzon
Wysokość 4–11 cm, grubość 0,3–0,9 cm, pusty w środku, kruchy. Powierzchnia czerwonawo-brązowa, pomarańczowobrązowa, brudnobrązowo oprószona, wierzchołek jaśniejszy, białawy.
Miąższ
Cienki, pomarańczowobrązowy, włóknisty, bez wyraźnego zapachu, o nieco gorzkim smaku.
Cechy mikroskopowe;
Zarodniki czarnobrązowe, 8,7–11,3 × 5,2–7,2 µm, cheilocystydy dość liczne, o długości do 70 µm.

## Występowanie i siedlisko
Najwięcej stanowisk kruchaweczki pomarańczowej podano w Europie, poza nią tylko pojedyncze w Ameryce Północnej, Australii, Korei i Japonii. Do 2003 r. jedyne stanowisko w Polsce podał Stanisław Domański w 1997 r. w Tatrzańskim Parku Narodowym, ale w późniejszych latach podano więcej nowych stanowisk. Aktualne stanowiska podaje także internetowy atlas grzybów. Znajduje się w nim na liście gatunków zagrożonych i wartych objęcia ochroną.
Naziemny grzyb saprotroficzny. Występuje na leśnych ścieżkach, łąkach, w parkach, głównie na silnie spróchniałych sosnowych pniach. Owocniki tworzy od lata do jesieni.